# Tønder (općina)
Tønder je općina u danskoj regiji Južna Danska.

## Zemljopis
Općina se nalazi u jugozapadnom dijelu poluotoka Jutlanda, prositire se na 1.278 km2.

## Stanovništvo
Prema podacima o broju stanovnika iz 2010. godine općina je imala 39.710 stanovnika, dok je prosječna gustoća naseljenosti 31,07 stan/km2. Središte općine je grad Tønder.

### Naselja
| Veća naselja u općini |              |                    |
| Br.                   | Grad         | Stanovnika (2010.) |
| 1                     | Tønder       | 7.743              |
| 2                     | Løgumkloster | 3.670              |
| 3                     | Toftlund     | 3.284              |
| 4                     | Skærbæk      | 3.084              |
| 5                     | Bredebro     | 1.510              |
| 6                     | Højer        | 1.265              |
| 7                     | Agerskov     | 1.232              |
| 8                     | Møgeltønder  | 895                |
| 9                     | Abild        | 633                |
| 10                    | Bedsted      | 539                |

## Vanjske poveznice
- Službena stranica općine